# Toriyama World
Toriyama World (鳥山明○作劇場?, Toriyama Akira marusaku gekijō) è una raccolta di storie brevi del mangaka Akira Toriyama in tre volumi pubblicati da Shūeisha nel 1983, 1988 e 1997, successivamente edita in Italia nel 1999 da Star Comics distribuita in cinque volumetti.

## Storia editoriale
La raccolta Toriyama World è formata da una serie di manga one-shot realizzati da Akira Toriyama tra il 1978 e il 1994 e pubblicati originariamente su varie riviste giapponesi di fumetti dalla casa editrice Shūeisha.
All'età di ventitré anni Akira Toriyama si dimise dalla ditta in cui lavorava e tentò la sua fortuna nell'industria dei manga, presentando un'opera a un concorso indetto dalla rivista Weekly Shōnen Jump. Sebbene il suo lavoro fosse stato cestinato, il direttore Kazuhiko Torishima, che sarebbe poi diventato il suo curatore, lo incoraggiò a continuare a disegnare. Il risultato fu Wonder Island (1978), che divenne il primo manga pubblicato di Toriyama, anche se si classificò all'ultimo posto. Quando anche Wonder Island 2 fu un insuccesso, Toriyama pensò seriamente di abbandonare la carriera di mangaka, ma infine decise testardamente di continuare a provarci, realizzando nell'anno successivo circa cinquecento storie più o meno abbozzate o scartate, tra cui la pubblicata L'isola delle meraviglie. Toriyama imparò molto dal lavoro svolto durante questo anno, e quando Torishima gli chiese di disegnare una storia con una protagonista femminile, creò con esitazione Tomato Police Woman (1979), che ebbe un certo successo. Sentendosi incoraggiato, decise di disegnare un'altra protagonista femminile e creò Dr. Slump, che divenne una serie regolare e fu serializzato a partire dal 1980.
Dopo circa sei mesi dall'inizio di Dr. Slump Toriyama voleva terminare la serie, ma i redattori della casa editrice Shūeisha gli dissero che glielo avrebbero permesso solo se avesse accettato di iniziare un altro serial per loro subito dopo. Nel frattempo lavorò quindi con Torishima a diversi one-shot per il settimanale Weekly Shōnen Jump e il mensile Fresh Jump, ma nessuno ebbe particolare successo. Nel 1981 Toriyama fu uno dei dieci artisti selezionati dal pubblico per creare un'opera di 45 pagine per il concorso Reader's Choice di Weekly Shōnen Jump. Abituato a realizzare storie più brevi, di 13-15 pagine, faticò a rispettare la scadenza e disegnò tutto con un semplice pennarello; ciononostante il suo manga Pola & Roid si aggiudicò il primo posto. L'anno successivo seguirono altre tre opere: Escape, creato in due giorni e concepito per assomigliare ai fumetti americani; Mad Matic, presentato al Reader's Choice e ispirato al film australiano Mad Max 2, che era uscito l'anno precedente; e Pink, con l'autore ormai a suo agio nel disegnare protagoniste femminili.
Selezionato per partecipare per la terza volta al concorso Reader's Choice di Weekly Shōnen Jump nel 1983, Toriyama produsse Chobit, la cui protagonista omonima era basata sulla serie televisiva statunitense Strega per amore. Per la sua opera seguente, Torishima gli suggerì di creare uno shōnen manga a tema kung fu, dal momento che a Toriyama piacevano molto i film di arti marziali. L'artista prese ispirazione dalle pellicole d'azione del cinema di Hong Kong come I 3 dell'Operazione Drago (1973) di Bruce Lee e Drunken Master (1978) di Jackie Chan, inoltre, poiché sua moglie era un'appassionata della Cina, poté consultare il materiale che lei aveva come riferimento, e si fece aiutare da lei a disegnare gli sfondi. Il risultato fu Dragon Boy, pubblicato in due parti nei numeri di agosto e ottobre 1983 di Fresh Jump. La storia ha per protagonista un ragazzo, esperto di arti marziali, che scorta una principessa nel viaggio di ritorno verso il suo paese natale. Dragon Boy fu ben accolto e funse da punto di partenza per la serie regolare Dragon Ball, avviata nel 1984. La grande avventura di Tong Pu, uscito a fine 1983, presenta anch'esso elementi che sarebbero stati inclusi in Dragon Ball, come le capsule hoi poi.
I tre volumi di Toriyama World sono stati pubblicati in Giappone l'8 luglio 1983, il 10 marzo 1988 e il 4 agosto 1997. La raccolta è stata esportata anche all'estero: l'edizione francese è stata edita tra il 1998 e il 1999 da Glénat, mentre in Nord America Viz Media ha pubblicato l'antologia sotto forma di volume unico il 7 dicembre 2021. Star Comics ne ha curato un'edizione italiana in cinque volumetti, pubblicati da marzo a luglio 1999.

## Accoglienza
La raccolta comprende numerosi esempi di storie di Toriyama, realizzate nell'arco di sedici anni, dalle quali emergono i suoi tratti stilistici peculiari, la sua predilezione per storie umoristiche e d'avventura e la sua evoluzione artistica.
Jonathon Greenall di CBR. ha scritto che Toriyama World è una lettura semplice e piacevole, piena di ottime storie che mantengono tutto il fascino dello stile di Toriyama. Secondo il critico la raccolta fa emergere tutto il talendo dell'autore nel saper "creare mondi affascinanti e personaggi memorabili in poche brevi pagine" e dimostra che nella sua produzione c'è molto di più di Dragon Ball.
Christopher Farris di Anime News Network le ha assegnato un punteggio di 4,5/5, commentando che la raccolta contiene un'ampia varietà di storie, che vanno dalla comicità tipica di Toriyama, a racconti più ricchi d'azione, fino alla maturità artistica e all'equilibrio di fumetti come Go! Go! Ackman; il risultato è un'opera in cui "il tratto pulito e caricaturale dell'autore appare sempre meravigliosamente curato e serve il suo senso della comicità in modo eccellente". La sua collega Rebecca Silverman ha espresso una valutazione di 3/5, circoscrivendo l'attrattiva dell'opera a quei lettori che apprezzano i temi tipici di Toriyama, quali fantascienza sciocca e ridicola, umorismo scatologico e personaggi poco intelligenti, in quanto la raccolta, pur coprendo un ampio spettro temporale, non presenta una grande varietà narrativa. Silverman ha inoltre criticato i personaggi femminili per la loro rappresentazione superficiale e sessista e ha suggerito di leggere il manga con moderazione perché "le storie e le gag iniziano a diventare ripetitive dopo un po'".

## Opere derivate
Quattro one-shot della collezione sono stati adattati in brevi film anime. Toei Animation ha prodotto una versione animata di Pink e Il signorino Kennosuke, diffusi il 7 luglio 1990 alla Toei Anime Fair all'interno dell'evento speciale Akira Toriyama: The World e in seguito pubblicati per l'home video. Anche Go! Go! Ackman e Cashman il guerriero risparmiatore sono stati trasposti in anime e trasmessi al V Jump Festa rispettivamente nel 1994 e nel 1997.
Altri adattamenti dei manga sono: una serie di tre videogiochi a piattaforme di Go! Go! Ackman sviluppati e pubblicati da Banpresto tra il 1994 e il 1995 per Super Nintendo Entertainment System; e un remake di Cashman il guerriero risparmiatore, scritto da Takao Koyama e disegnato da Katsuyoshi Nakatsuru, che è stato pubblicato tra il 1997 e il 1998 sulle pagine di V-Jump e poi raccolto in un volume tankōbon.